# Chứng hôi miệng
Chứng hôi miệng hay bệnh hôi miệng còn thông dụng gọi là hơi thở hôi là một chứng bệnh khi miệng người phát ra hơi thở mang mùi hôi hoặc phát ra mùi khó chịu khi nói. Lo ngại về chứng hôi miệng được ước tính là lý do thường gặp nhất đối với những người tìm đến khám nha khoa, sau bệnh sâu răng và bệnh nha chu (viêm nướu) với khoảng 20% dân số nói chung được báo cáo bị chứng hôi miệng ở các mức độ khác nhau.
Cần phân biệt giữa hôi miệng hay hơi thở hôi, hôi miệng là mùi bất thường ngay trong khoang miệng, còn hơi thở hôi là khi ngậm miệng chỉ thở ra bằng mũi vẫn thấy mùi hôi. Hôi miệng làm cho bản thân người bị hôi miệng cảm thấy khó chịu, thiếu tự tin hay bối rối khi giao tiếp. Người xung quanh khi tiếp xúc trực tiếp cũng cảm thấy khó chịu, thường chỉ phản ứng quạy mặt đi nơi khác hoặc lảng tránh, ít khi góp ý trực tiếp vì lý do tế nhị.

## Nguyên nhân
Có rất nhiều nguyên nhân gây ra bệnh hôi miệng trong đó một số nguyên nhân thường gặp như: sâu răng, viêm lợi, viêm họng, viêm mũi họng, viêm amiđan hốc, viêm dạ dày, viêm thực quản, đánh răng không kỹ để thức ăn tồn đọng ở kẽ răng... và các yếu tố khác. Cụ thể là:

### Miệng
Trong khoảng 90% trường hợp hôi miệng có cội nguồn mùi phát sinh từ trong miệng mình. Chính vì vậy thuật ngữ hôi miệng được gọi tên trực tiếp liên quan đến miệng mà không phải là các bộ phận khác như lưỡi, họng, dạ dày, nướu…. Miệng người có trung bình khoảng hơn 600 loại vi khuẩn được tìm thấy. Các mùi được sản sinh chủ yếu là do sự phân hủy của protein thành các amino acid, các hợp chất lưu huỳnh dễ bay hơi đã được chứng minh là có liên quan thống kê với mức malodor miệng. Các bộ phận khác của miệng cũng có thể góp vào việc tạo mùi một cách tổng thể, nhưng không phải là phổ biến ví dụ như mặt sau của lưỡi, hốc liên nha khoa và phụ nướu, các lỗ sâu răng, áp xe và răng giả không sạch sẽ, những tổn thương dựa trên miệng do nhiễm virus như Herpes simplex và HPV cũng có thể tạo ra hơi thở hôi.
Cường độ của hơi thở hôi có thể khác nhau trong ngày, do ăn các loại thực phẩm nhất định (ví dụ như tỏi, hành tây, thịt, cá, và pho mát) và đặc biệt là việc hút thuốc lá và uống rượu, bia. Ngoài ra việc miệng không tiếp xúc với oxy như không hoạt động vào ban đêm (khi ngủ thì người ta thường ngậm miệng) do đó mùi thường bốc lên khi sáng sớm tỉnh dậy có thể là thoáng qua, thường biến mất sau khi ăn, uống, đánh răng, dùng chỉ nha khoa hoặc rửa bằng nước súc miệng chuyên dụng.

### Các bộ phận khác
- Lưỡi: Lưỡi cũng là một trong những nguyên nhân gây hôi miệng hàng đầu.[13] Bề mặt lưỡi là nơi các vi khuẩn có hại thường tập trung sinh sản, gây nên chứng hôi miệng. Nhất là những lưỡi có những dãi màu trắng che phủ. nếu thấy lưỡi phủ một lớp trắng dày của bựa thức ăn. Nó chiếm đến 80 đến 90% những nguyên nhân gây ra mồm thối[14]
- Nướu: Khe nướu là những rãnh nhỏ giữa răng và nướu. Trong trường hợp bị tổn thương ở nướu cũng có thể gây ra sâu răng và tạo mùi hôi.
- Kẽ răng: Kẽ răng do răng sưa hoặc bị sứt, tổn thương dẫn đến thực phẩm bị đẩy xuống giữa hai hàm răng, mảnh vụn thức ăn bị giữ lại, trải qua sự thối rữa vi khuẩn chậm và phát ra mùi hôi.
- Mũi: Nguồn gốc lớn thứ hai của hơi thở hôi là mũi. Trong điều này xảy ra, không khí thoát khỏi lỗ mũi có mùi hăng khác với mùi hôi miệng. Mùi mũi có thể là do nhiễm trùng xoang hoặc các tổ chức nước ngoài khoang mũi.[7]
- Amidan: Nói chung, sự thối rữa từ amidan được coi là một nguyên nhân nhỏ của hơi thở hôi, góp phần vào một số 3-5% trường hợp.
- Thực quản: Cơ vòng thực quản dưới là van giữa dạ dày và thực quản
- Dạ dày: Dạ dày được coi là nguyên nhân khá phổ biến của bệnh hôi miệng (trừ ợ hơi).

### Viêm nhiễm
Những viêm nhiễm như sâu răng, viêm quanh chân răng, viêm, áp-xe lợi, viêm niêm mạc miệng, viêm Amydal… là những ổ viêm tạo mùi hôi. Những nhiễm trùng nơi khác nhưng có phản ứng viêm sốt toàn thân cũng gây hội chứng môi khô, lưỡi bẩn miệng hôi, sơ bộ cũng chẩn đoán ra tình trạng nhiễm trùng. Chứng hôi miệng mãn tính có thể bắt nguồn từ một loạt các vấn đề về sức khỏe như bệnh tiểu đường, nhiễm trùng xoang nặng, viêm mũi, rối loạn tiêu hóa hay bệnh về gan và thận.
Viêm xoang mạn tính dẫn đến khoang mũi luôn có dịch mủ lấp đầy, khi cơ thể tự dẫn lưu các dịch mủ theo các lỗ thông giải phẫu từ xoang xuống miệng mũi gây ra mùi đặc trưng cho loại hơi thở hôi. Hội chứng trào ngược thực quản-dạ dày, do dạ dày viêm loét ứ đọng thức ăn tiêu hóa dở dang lên men, sinh hơi, trào ngược qua tâm vị không đóng kín, như ăn quá no ợ hơi thức ăn, cũng gây mùi hôi khó chịu.
Một số loại bệnh có liên quan đến hôi miệng như:
- Nhiễm trùng răng miệng, loét miệng,
- Có bệnh về lợi hoặc mắc bệnh nha chu.
- Không có đủ lượng nước bọt để tống sạch các mẫu thức ăn, nước bọt kém chế tiết, miệng khô
- Sức khỏe có vấn đề, chẳng hạn như mắc bệnh về gan hoặc bệnh thận, nhiễm trùng phổi, bệnh tiểu đường hoặc viêm phế quản.
- Căng thẳng/lo lắng, Chu kỳ kinh nguyệt - ở giữa chu kỳ và trong khi hành kinh của phụ nữ, răng giả

### Chế độ ăn uống
Một số loại thực phẩm, thuốc men, sau quá trình chuyển hóa trong cơ thể cũng tạo dư chất dạng hơi thải qua đường thở gây mùi hoặc khi ăn một số loại thức ăn có mùi vị mạnh, hoặc ăn các thực phẩm có mùi như hành tây, tỏi, sầu riêng, bắp cải, súp lơ, củ cải, chẳng hạn như tỏi hoặc hành tây. Chế độ ăn kiêng quá mức hoặc ăn uống không đầy đủ.
Các thức ăn nhiều đạm, mỡ, gia vị nặng mùi được tiêu hóa ban đầu ở miệng tạo mùi hôi vì sinh ra nhiều sulfur có mùi thối. Hút thuốc lá hoặc nhai thuốc lá. Hút thuốc Rượu, bia. Bia và rượu chưng cất thủ công, thuốc lá, xì gà, thuốc lào gây mùi hôi đặc trưng. Thuốc - thường là thuốc có thể gây khô miệng dẫn đến sự phát triển của vi sinh vật tăng lên trong miệng.

### Vệ sinh
Tình trạng giữ vệ sinh răng miệng kém, vụn thức ăn bám vào các khe kẽ bị phân hủy, các mảng bám cao răng lâu ngày không được nha sĩ lấy bỏ là thủ phạm tích tụ những vi khuẩn phân hủy thức ăn tạo mùi hôi. Không đánh răng hoặc không dùng chỉ nha khoa thường xuyên để loại bỏ các mẫu thức ăn bám trên răng và nướu.

## Phòng ngừa và điều trị

### Vệ sinh răng miệng
Giữ vệ sinh răng miệng hằng ngày và định kỳ chăm sóc răng miệng là một trong những biện pháp hữu hiệu đề phòng ngừa sâu răng và hôi miệng.
- Làm sạch miệng hàng ngày: Cần giữ vệ sinh răng miệng tốt để không bị sâu răng, viêm nướu… do các bệnh này là nguyên nhân khiến hơi thở có mùi khó chịu. Thực hiện việc chải răng 2 lần/ngày và dùng chỉ nha khoa làm sạch kẽ răng ít nhất 1 lần/ngày nhằm loại bỏ các mảng bám cùng vi khuẩn tích tụ trên răng và nướu. Khám 2 lần/năm để được kiểm tra và làm sạch răng đúng cách. Có thể uống và súc miệng bằng dầu dừa hoặc dầu mè.
- Cạo lưỡi: Dùng bàn chải lông mềm để chà nhẹ lưỡi từ sau ra trước 1 lần/ngày. Nên mua một dụng cụ cạo lưỡi để làm sạch hiệu quả hơn. Tham khảo ý kiến nha sĩ để được tư vấn cách làm sạch lưỡi phù hợp nhất.[17]
- Lấy cao răng và súc miệng thường xuyên: Cao răng là mảng bám thức ăn thừa tích tụ lâu ngày ở răng, thường xuyên dùng chỉ tơ nha khoa để lấy hết thức ăn thừa mắc vào kẽ răng và súc miệng bằng nước súc miệng có thành phần menthol.
- Giữ cho nước bọt luôn tiết ra đầy đủ bằng thói quen súc miệng khan. Nước bọt chứa các enzyme quan trọng giúp diệt vi khuẩn có hại, vì thế miệng khô sẽ góp phần khiến hơi thở có mùi. Nên kích thích các tuyến nước bọt và giữ cho miệng đủ ẩm ướt.[7]

### Chế độ ăn uống

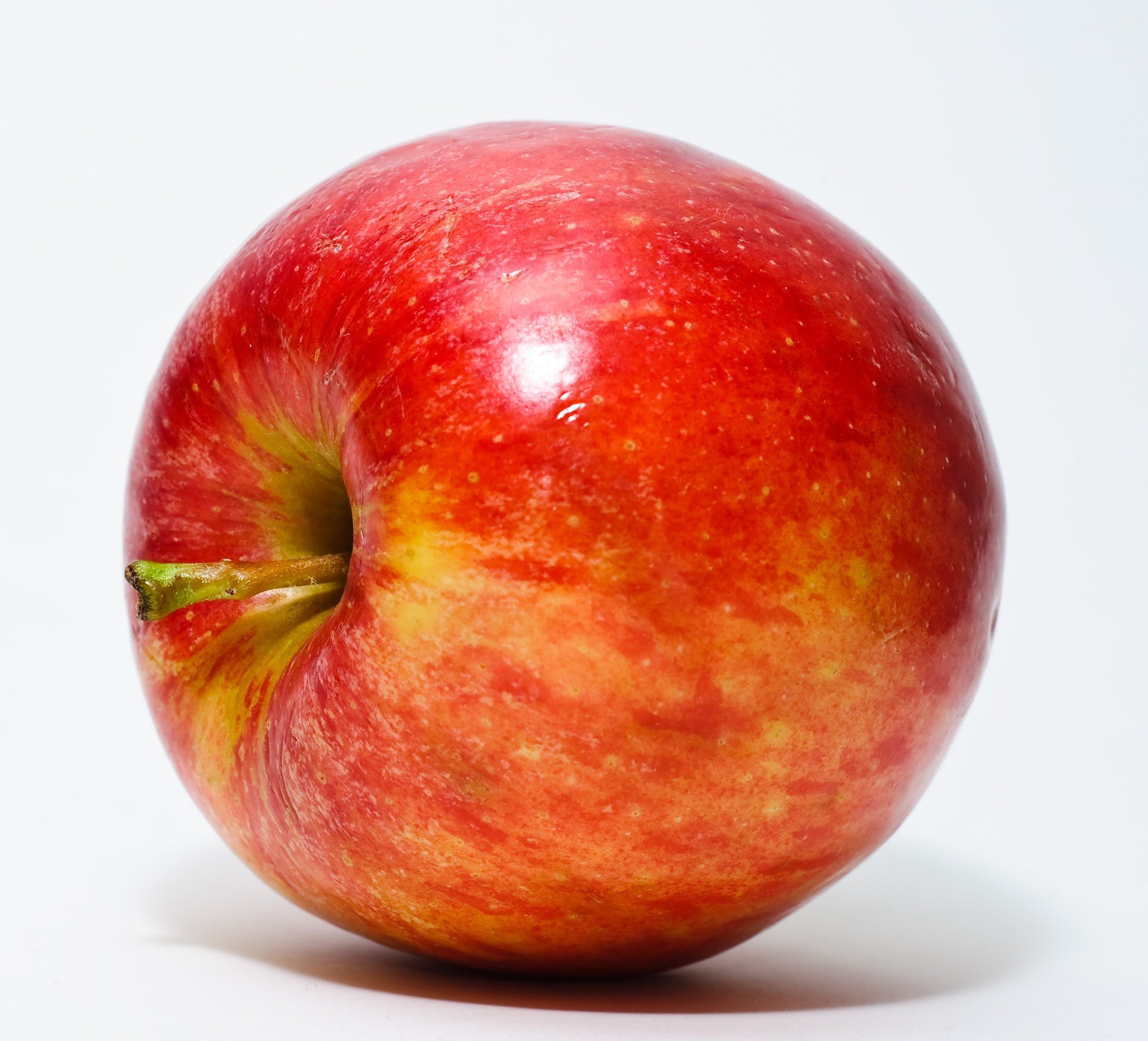
Ăn táo giúp chống hôi miệng

Khi bị hôi miệng cần điều chỉnh chế độ ăn, theo đó chế độ ăn với lượng tinh bột thấp, protein cao có thể là nguyên nhân gây ra hơi thở có mùi. Đặc điểm của chế độ ăn này là do thiếu một lượng tinh bột cần thiết nên cơ thể đốt cháy lượng chất béo dự trữ để sử dụng. Khi chất béo được đốt cháy, các hóa chất mang tên ketone (xeton) tích tụ trong cơ thể được phóng thích ra ngoài qua hơi thở và khiến hơi thở có mùi. Quá trình trao đổi chất này liên quan đến dạ dày chứ không phải miệng, nên có thể thay đổi chế độ ăn uống mới giúp giảm hôi miệng. Hạn chế rượu bia, thuốc lá, thuốc lào.
Một số thực phẩm có tác dụng chống hôi miệng do đó có lời khuyên cho rằng sau bữa ăn, uống một tách trà, trà xanh hay trà đen, loại trà này chứa chất chống oxy hóa giúp ngăn các vi khuẩn sinh sôi, polyphenol, thành phần hóa chất được tìm thấy trong trà đen và trà xanh, có thể ngăn chặn sự phát triển của vi khuẩn gây nên chứng hôi miệng. Bên cạnh đó, ăn sữa chua chứa lợi khuẩn probiotic (gần 200 ml/ngày) cũng giúp giảm lượng hydrogen sulfide gây mùi hôi ở miệng. Nên uống nhiều nước vì vi khuẩn gây hôi miệng sinh sôi ở miệng khô. Uống nhiều nước giúp tống khứ các vụn thức ăn và vi khuẩn mắc kẹt trong miệng, giúp kích thích tạo nước bọt, vốn có tác dụng như chất tẩy rửa.
Mùi tây và húng quế là những loại rau chứa nhiều polyphenol, có tác dụng như chất chống oxy hóa, giúp phá vỡ các hợp chất lưu huỳnh trong tỏi. Ăn táo cũng có thể giảm bớt mùi hôi do ăn tỏi, các polyphenol có nhiều trong táo cũng giúp phá vỡ các hợp chất lưu huỳnh gây hôi, giúp giữ sạch răng miệng. Cải bó xôi là một loại thực phẩm giàu polyphenol khác. Polyphenol trong các loại thực phẩm như cải bó xôi và táo nên được trộn với tỏi để phá vỡ các hợp chất lưu huỳnh.
Hạn chế dùng đường: Kẹo bạc hà và kẹo cao su có thể giúp thay đổi mùi hơi thở và không nên dùng các loại kẹo ngọt vì vi khuẩn trong miệng sẽ lên men đường, tạo ra mùi hôi rất khó chịu, đồng thời việc giảm lượng đường trong chế độ ăn uống cũng giúp khử mùi.
Dùng thảo dược như bạch đậu khấu, loại gia vị mang vị ngọt thường có trong các món ăn Ấn Độ, có khả năng kháng khuẩn, làm sạch hơi thở. Hoàng bá là một vị thuốc giúp ta khắc phục tạm thời được chứng hôi miệng. Ngoài tác dụng chống hôi miệng, hoàng bá còn có tác dụng trị sâu răng, viêm nha chu, viêm họng và viêm ruột.